# Євангельський теологічний університет
Євангельський теологічний університет (скорочено: ЄТУ, до 2020 року – Теологічна Семінарія Християн Віри Євангельської) — вищий духовний навчальний заклад в місті Києві, заснований у 2000 році.

## Історія

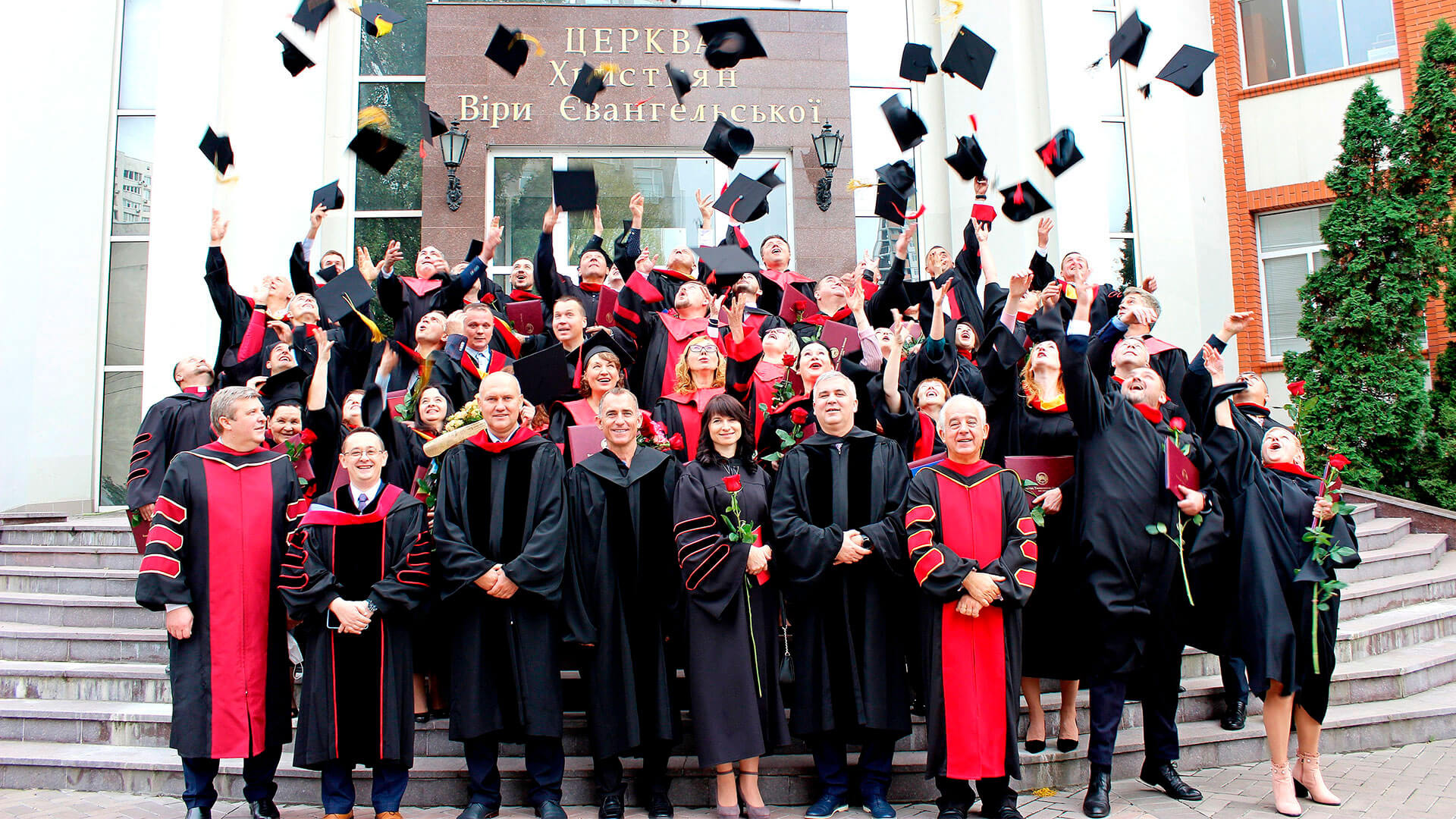
Випуск

Євангельський теологічний університет у місті Києві починаючи з 2000 року працює у сфері вищої богословської освіти щодо підготовки священнослужителів, проповідників, пасторів, місіонерів, викладачів, вчителів, релігієзнавців для праці у сучасному соціумі.
В 1997 році, на зустрічі представників євангельських об’єднань та церков України, ініційованої Президентом України Леонідом Кучмою, представники євангельських церков звернулися до президента з проханням сприяти виділенню дільники для будівництва семінарії у місті Києві.
Завдяки співпраці між Всеукраїнським об’єднанням церков християн віри євангельської (сьогодні: Українська церква християн віри євангельської) та Київською міською державною адміністрацією, було виділено ділянку землі в одному із центральних районів міста, поблизу станції метро Голосіївська, у Голосіївському районі Києва.
З 1998 року розпочалося будівництво будівлі семінарії, яка тривала 2,5 роки.
Першим президентом Євангельської теологічної семінарії був Франк Мартін, один із перших директорів Асамблей Божих США у Східній Європі.

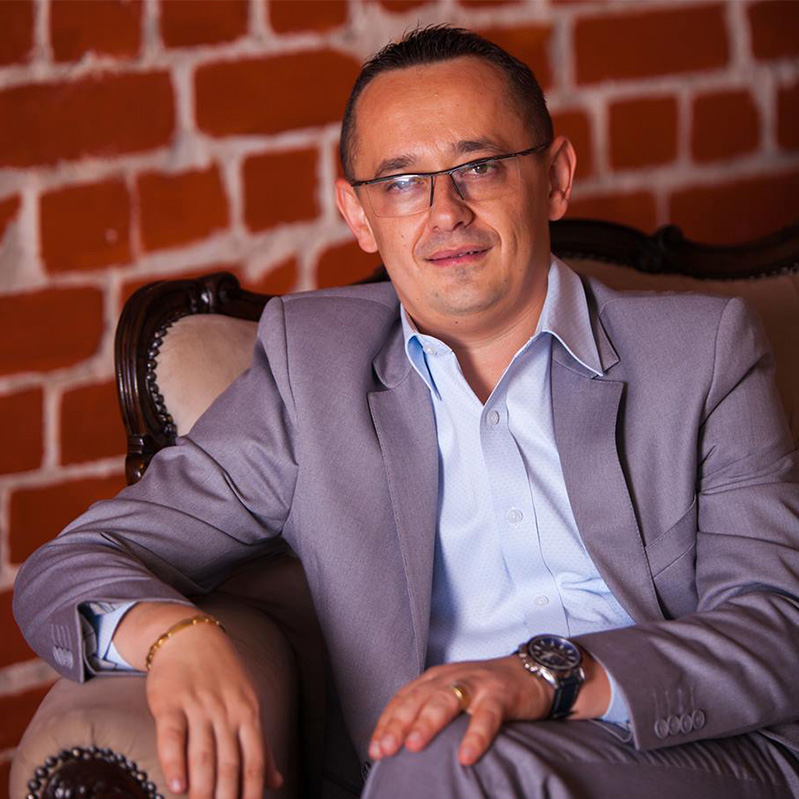
Президент Ігор Семенюк

У 2015 році, розпочала роботу перша у Східній Європі, країнах Центральної Азії та в Україні, програма «Доктор богослов’я» (Doctor of Ministry). 
З 2000 року семінарія здійснила 20 випусків. 
Починаючи з 1999 року, посаду президентів Євангельської теологічної семінарії очолювали: Френк Мартін, Девід Нельсон, Соломон Вонг, Арнольд Ластінгер, Василь Войтович.
З 2022 року новим президентом Євангельського Теологічного Університету став Ігор Семенюк. 
Євангельський Теологічний Університет співпрацює з відомими Державними ВНЗ в Україні, в галузі вищої богословської освіти, та з Міністерством Освіти та Науки в Україні. 
В університеті, студенти мають можливість отримати дипломи акредитовані богословськими освітніми орагнізаціями на рівні США, Європи та Центральної Азії, а також і державні дипломи визнані Міністерством Освіти та Науки України.

## Кампус університету
ЄТУ знаходиться в приміщенні по вулиці Голосіївська 57 у місті Києві, Україна, поряд зі станцією метро «Голосіївська». У приміщенні ЄТУ, сучасні аудиторії та всі необхідні сучасні комунікації для якісного викладання, у гуртожитку ЄТУ, може розміститися понад 100 студентів. У цокольному поверсі університету розміщена бібліотека, фонд якої нараховує 27.000 примірників богословської літератури на українській, російській та англійській мовах. Також університет має свою власну телевізійну студію, медіа комунікації, які надають можливість університету через онлайн, надавати освітні послуги поза межами України.

## Навчальні програми ЄТУ
Університет пропонує наступні напрямки у сфері богословської освіти: бакалавріат, магістратура, докторантура. У співпраці з вищими навчальними державними закладами України, ЄТУ пропонує навчальні державні програми: магістра богослов’я  та бакалавра у сфері богослов’я з дипломами державного зразка, які повністю визнані Міністерством Освіти і Науки України. Також при університеті функціонують різні курси для підвищення кваліфікації, по завершенню яких, кожен має змогу отримати відповідні сертифікати державного зразку. Враховуючи інтерес до більш ширших освітніх послуг – університет пропонує магістерські програми за напрямком: Соціальна робота, Педагогіка, Медіа та комунікації.